# Tenchi Muyo!
Tenchi Muyo! (яп. 天地無用! Тэнти Муё:!) — аниме, лайт-новела и манга, авторами которых являются Масаки Кадзисима и Хироки Хаяси.

## Сюжет
Согласно легенде, давным-давно на землю сошёл злобный демон обладающий огромной силой и несущий людям множество бедствий. Этот демон был побежден могучим самураем и заточен в пещере, где и спит поныне, охраняемый мечом победившего его героя. Согласно той же легенде, потомком этого самурая является главный герой, Тэнти Масаки. Хотя Тэнти всегда привлекала пещера описанная в легенде, однако она всегда была под замком и дед отказывался впустить Тэнти внутрь. В начале сериала Тэнти удается украсть ключи от пещеры, после чего, пренебрежительно относясь к словам легенды, он случайно освобождает заточенного демона. Таковым оказывается космический пират, Рёко. После того, как Тэнти удается победить Рёко, она остается жить в его доме. Сам же Тэнти, становится объектом постоянных домогательств со стороны Рёко. Позднее в его доме появляются и другие девушки, также претендующие на его сердце.

## Персонажи
Тэнти Масаки (яп. 柾木天地 Масаки Тэнти) — главный персонаж. Обладает уникальной способностью создавать «Крыло Ястреба», что ранее считалось доступным только для звездолётов Дзюраи. Данная способность связана с тем, что он один из результатов экспериментов трех богинь, сотворивших мир, с целью создания существа, превосходящего их самих.
Рёко (яп. 魎呼 Рё:ко) — одна из сожительниц Тэнти. Она и её звездолёт Рёоки являются творением гениальной учёной, Васю. Так как при создании Рёко Васю использовала свою яйцеклетку, то с точки зрения Васю, Рёко с полным правом может называться её дочерью. Рёко и Рёоки обладают огромной силой, позволяющей им в одиночку противостоять целому космическому флоту. Эта сила проистекает из трех камней принадлежащих Рёко. Однако, после того как в далеком прошлом Рёко была побеждена дедом Тэнти, камни перешли в рукоятку его меча. Меч же впоследствии достался Тэнти, который решился вернуть Рёко только один камень. Ввиду этого, её силы ограничены. Например, она может призывать духов, но потом не может контролировать их действия. Хотя Рёко и не могла сама покинуть пещеру, в которой она была заточена, тем не менее её дух наблюдал за Тэнти с самого его детства, в моменты, когда тот приходил к пещере. Рёко постоянно пытается соблазнить Тэнти, но успеха её приставания не достигают.
Аэка Масаки Дзюраи (яп. 柾木阿重霞樹雷 Масаки Аэка Дзюраи) — одна из сожительниц Тэнти. С детства она была помолвлена со своим сводным братом Ёсё, однако тот улетел на Землю сражаться с Рёко и так и не вернулся. Пытаясь выяснить его судьбу, она прилетела на Землю, где действительно обнаружила своего брата. Однако тот сделал вид, что, утратив поддержку своего древа, стал стариком, что ставило крест на помолвке. Так как звездолёт Аэки серьёзно пострадал в сражении с Рёко, она была вынуждена остаться на Земле, где в итоге влюбилась в Тэнти.
Сасами Масаки Дзюраи (яп. 柾木砂沙美樹雷 Масаки Сасами Дзюраи) — младшая сестра Аэки. По мнению Сасами, она умерла во время атаки Рёко и та девочка, что появляется в сериале лишь двойник, созданный звездолётом Сасами, Цунами. На самом же деле, Цунами слилась с Сасами и они одно и то же существо, которое со временем станет и одной личностью.
Рёоки (яп. 魎皇鬼 Рё:о:ки) — ребёнок одноименного звездолёта Рёко. После того как звездолёт Рёко был серьёзно поврежден, он снёс яйцо, из которого вылупилась его новая форма — зверушка Рёоки, являющаяся, по мнению всех героев, крайне симпатичной. Хотя основная форма Рёоки звездолёт, большую часть времени она пребывает либо в форме зверушки, либо в форме покрытой мехом маленькой девочки. Рёоки обожает морковь и таскает таковую при каждом удобном случае.